# ديزوردن بيبليكو
ديزوردن بيبليكو (بالإسبانية: Desorden Público) هي فرقة موسيقية تهتم بموسيقى السكا والروك، تأسست الفرقة في عام 1985 في مدينة كراكاس بفنزويلا.
تمزج الفرقة بين مجموعة من أنواع الموسيقى على غرار السكا، الروك اللاتيني، الريغي ثم أنماط موسيقية تقليدية لاتينية أخرى. كما أن كلمات وأغاني المجموعة معروفة وذات شهرة في فنزويلا وكذلك أمريكا اللاتينية، حيث تتأثر أغانيهم باللغة الإنجليزية مع لهجة الحركة، كما أنهم يقومون باحضتان مجموعة من اللغات المختلفة من أجل نبذ العنصرية والدعوة إلى التسامح الاجتماعي.
قامت فرقة ديزوردن بمجموعة من الجولات في جميع أنحاء أمريكا اللاتينية، أمريكا الشمالية وكذلك أوروبا.

## الألبومات
| الألبوم                            | سنة الإصدار | ملاحظة                                                                         |
| ---------------------------------- | ----------- | ------------------------------------------------------------------------------ |
| Desorden Público                   | 1988        | تم إصدارها في البداية على شكل LP لكن تم إعادة إصدارها مجددا في شاكلة قرص مضغوط |
| En Descomposición                  | 1990        | تكلفت شركة سي بي إس بعملية الإنتاج                                             |
| Canto Popular de la vida y muerte  | 1994        |                                                                                |
| Plomo Revienta                     | 1997        |                                                                                |
| ¿Donde está el Futuro?             | 1998        |                                                                                |
| Diablo                             | 2000        |                                                                                |
| Todos sus éxitos                   | 2001        | قامت شركة Sony BMG Music Entertainment بعملية الإنتاج                          |
| The Ska Album                      | 2004        | تم إصدراها في الولايات المتحدة                                                 |
| DP18 En Concierto                  | 2004        |                                                                                |
| Estrellas del Caos                 | 2006        |                                                                                |
| Sex                                | 2006        |                                                                                |
| Los Contrarios                     | 2011        |                                                                                |
| Orgánico - Rarezas Acústicas Vol.1 | 2013        |                                                                                |
| En Vivo - Teatro Teresa Carreño    | 2013        |                                                                                |
| Guarachando en Navidad             | 2014        |                                                                                |
| Bailando sobre las ruinas          | 2016        |                                                                                |
| Pa' Fuera                          | 2016        |                                                                                |

## وصلات خارجية
- ديزوردن بيبليكو على موقع ميوزك برينز (الإنجليزية)
- ديزوردن بيبليكو على موقع أول ميوزيك (الإنجليزية)
- ديزوردن بيبليكو على موقع ديسكوغز (الإنجليزية)
- (الموقع الرسمي للفرقة) (بالإسبانية)
- الموقع الرسمي لماي سبيس